# BNP Paribas Open 2014
BNP Paribas Open 2014 — ежегодный профессиональный теннисный турнир, в 39-й раз проводившийся в небольшом калифорнийском городке Индиан-Уэллс на открытых хардовых кортах. Мужской турнир имеет категорию ATP Masters 1000, а женский — WTA Premier Mandatory.
Соревнование открывает мини-серию из двух турниров, основная сетка которых играется более 1 недели (следом намечен турнир в Майами).
Соревнования были проведены на кортах Indian Wells Tennis Garden — с 3 по 16 марта 2014 года.
Прошлогодние победители:
- мужчины одиночки —  Рафаэль Надаль.
- женщины одиночки —  Мария Шарапова.
- мужчины пары —  Боб Брайан /  Майк Брайан.
- женщины пары —  Екатерина Макарова /  Елена Веснина.

## Соревнования

### Одиночный турнир

#### Мужчины
Новак Джокович обыграл  Роджера Федерера со счётом 3-6, 6-3, 7-6(3).
- Джокович выигрывает 1-й титул в сезоне и 42-й за карьеру в основном туре ассоциации.
- Федерер уступает 2-й финал в сезоне и 38-й за карьеру в основном туре ассоциации.

#### Женщины
Флавия Пеннетта обыграла  Агнешку Радваньскую со счётом 6-2, 6-1.
- Пеннетта выигрывает 1-й титул в сезоне и 10-й за карьеру в туре ассоциации.
- Радваньская уступает 1-й финал в сезоне и 6-й за карьеру в туре ассоциации.

### Парный турнир

#### Мужчины
Боб Брайан /  Майк Брайан обыграли  Александра Пейю /  Бруно Соареса со счётом 6-4, 6-3.
- Братья выигрывают свой 2-й титул в сезоне и 95-й за карьеру в основном туре ассоциации.
- Для Боба это также 95-й титул на этом уровне, а для Майка — 97-й.

#### Женщины
Се Шувэй /  Пэн Шуай обыграли  Кару Блэк /  Саню Мирзу со счётом 7-6(5), 6-2.
- Се выигрывает 2-й титул в сезоне и 16-й за карьеру в туре ассоциации.
- Пэн выигрывает 3-й титул в сезоне и 15-й за карьеру в туре ассоциации.